# Ueda Ayase
Ueda Ayase (上田 綺世 (Thượng Điền Ỷ Thế)) (sinh ngày 28 tháng 8 năm 1998) là một cầu thủ bóng đá người Nhật Bản thi đấu ở vị trí tiền đạo cắm cho câu lạc bộ Feyenoord ở giải VĐQG Hà Lan và đội tuyển bóng đá quốc gia Nhật Bản.

## Đội tuyển bóng đá quốc gia Nhật Bản
Ueda Ayase thi đấu cho đội tuyển bóng đá quốc gia Nhật Bản.

## Thống kê sự nghiệp
| Đội tuyển bóng đá Nhật Bản | Đội tuyển bóng đá Nhật Bản | Đội tuyển bóng đá Nhật Bản |
| Năm                        | Trận                       | Bàn                        |
| -------------------------- | -------------------------- | -------------------------- |
| 2019                       | 6                          | 0                          |
| 2022                       | 10                         | 2                          |
| 2023                       | 3                          | 5                          |
| 2024                       | 7                          | 5                          |
| Tổng cộng                  | 26                         | 12                         |